# 諏訪頼豊
諏訪 頼豊（すわ よりとよ、？ - 天正10年3月（1582年））は戦国時代の武将。諏訪満隣の嫡男で、諏訪頼忠の兄。信濃の諏訪氏当主。武田信玄・勝頼に仕える。官途名は越中守。通称は新六郎。

## 生涯
天文11年（1542年）、従兄弟の諏訪頼重が武田信玄に敗れて、甲府で自害する。頼豊の父である満隣は頼重を助けるが、頼重没後に高遠頼継・矢島満清が諏訪郡と諏訪大社上社の大祝を求めて武田氏に対して反乱を起こすと、満隣は頼重の遺児・千代宮丸（寅王丸）を擁立して対抗し、9月には武田氏の助力を得てこれを撃破した。同年には上伊那郡福与城主・藤沢頼親攻めの案内役を務めている。満隣のこれ以降の動向は不明。
諏訪衆の筆頭に名を連ね、使番十二衆として活躍し、今川氏侵攻戦でも戦功を挙げた。また、天正6年（1578年）の諏訪大社の再建には弟の大祝・頼忠とともに中心に立って再建事業にあたった。
天正10年（1582年）3月、織田信長が武田領に攻め込む（甲州征伐）と、諏訪氏家臣団は頼豊に対して武田氏を離反して諏訪氏再興を図るべきと進言するが、それを拒んで出陣する。鳥居峠の戦いで敗れた後、織田軍に捕らえられて処刑されたという。これにより、家臣達は弟の頼忠を擁して諏訪氏再興を図る。